# Fort VII w Poznaniu (miejsce kaźni)

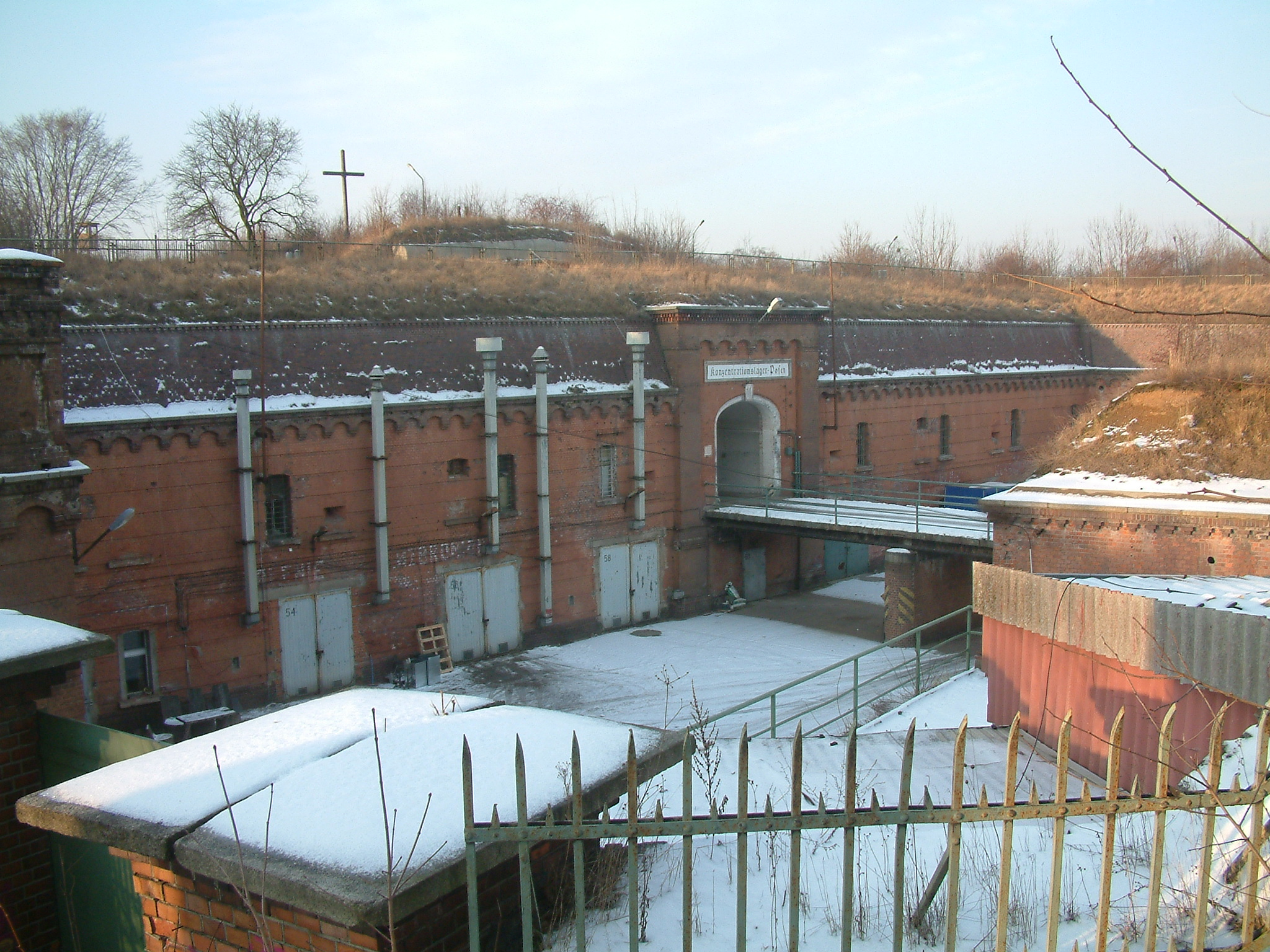
Główna brama koszar Fortu VII

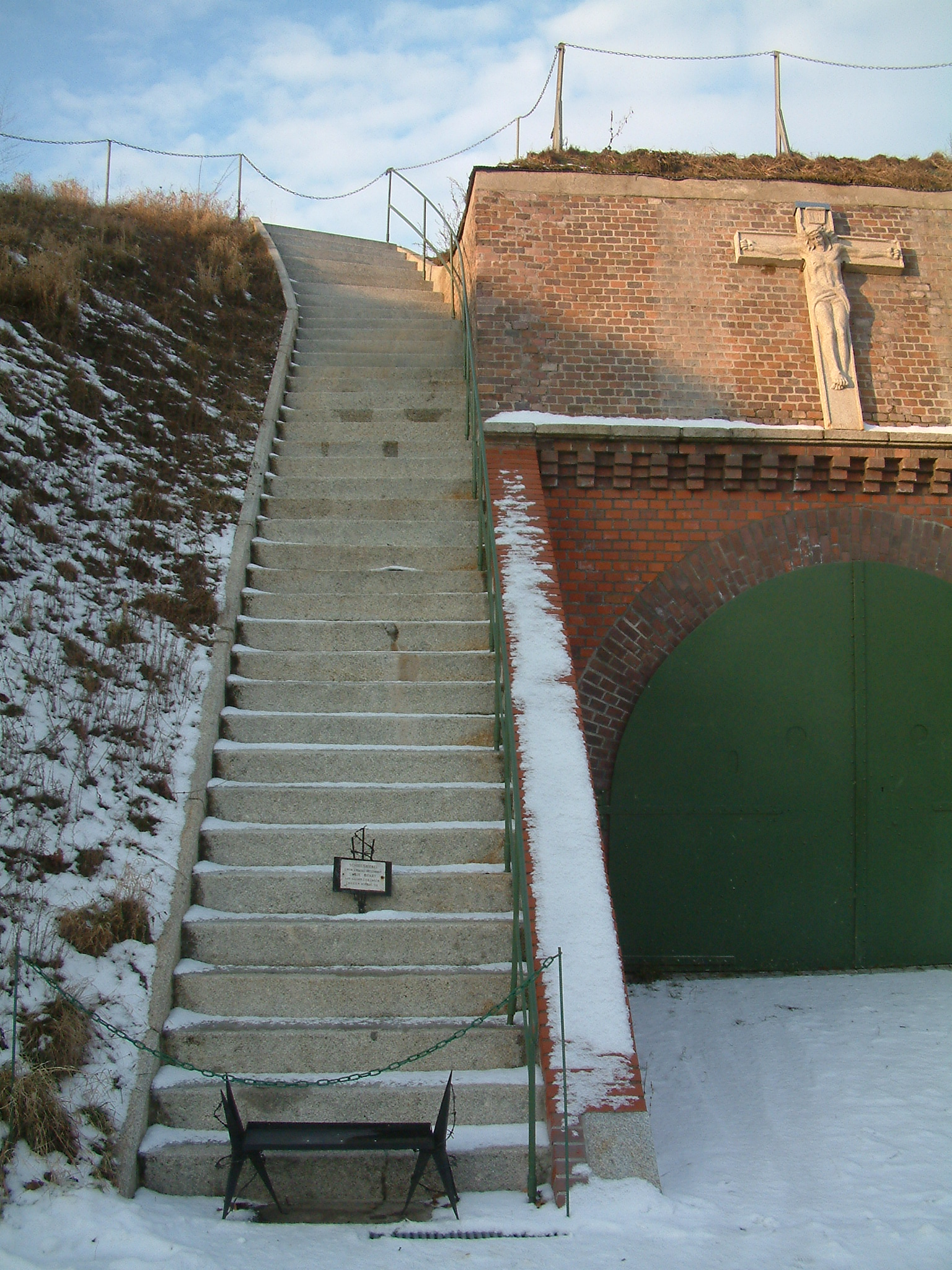
„Schody śmierci”

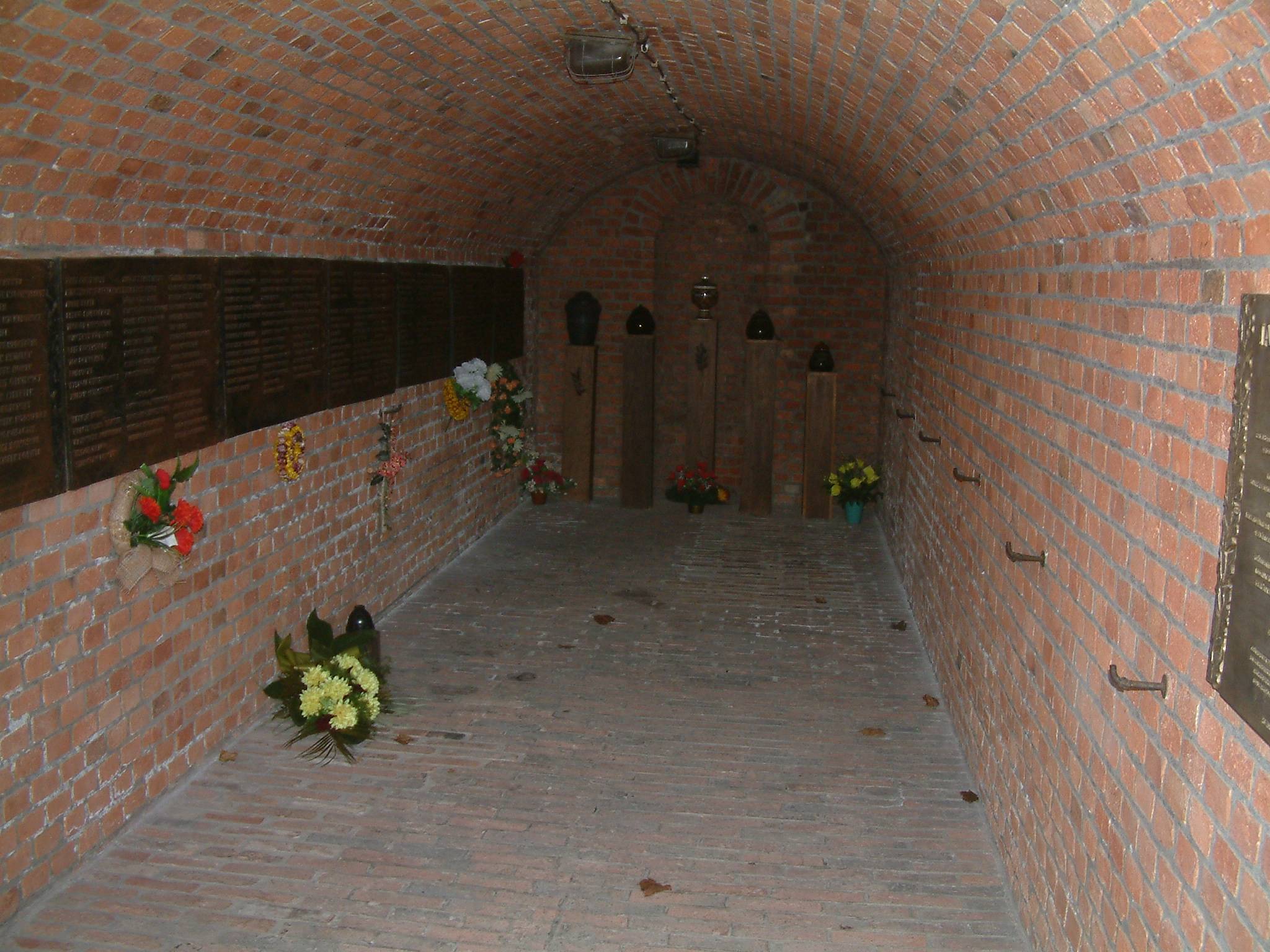
Schron nr 17 w wale artyleryjskim, użyty jako komora gazowa, w której między innymi stracono chorych psychicznie pacjentów ze szpitala w Owińskach

Fort VII w Poznaniu, właściwie KL Posen – miejsce uwięzienia i kaźni Wielkopolan istniejące w czasie niemieckiej okupacji na terenie Fortu VII Twierdzy Poznań. Funkcjonujące w latach 1939–1944, kolejno jako obóz koncentracyjny, więzienie policyjne Gestapo oraz obóz przejściowy (niem. Durchgangslager).

## Historia
Początkowo, od 10 października 1939 do połowy listopada 1939, funkcjonujący jako pierwszy w okupowanej przez III Rzeszę Polsce obóz koncentracyjny (niem. Konzentrationslager Fort VII Posen). Utworzony prawdopodobnie na mocy decyzji namiestnika Rzeszy (niem. Reichsstatthalter) na województwo poznańskie, Arthura Greisera. Pierwszym komendantem niemieckiego obozu śmierci został SS-Sturmbannführer Herbert Lange.
Na terenie obozu poniosło śmierć ok. 20 tysięcy Wielkopolan. Uwięzieni w nim Polacy byli rozstrzeliwani, torturowani, wieszani, zrzucani ze schodów lub umierali z powodu ciężkich warunków panujących w celach więziennych. W obozie już w październiku 1939 roku po raz pierwszy w Europie użyto gazu do mordowania ludności cywilnej. W październiku 1939 roku w bunkrze 17 zamordowano ok. 400 pacjentów i personel medyczny szpitala psychiatrycznego w Owińskach oraz oddziału psychiatrycznego szpitala przy ul. Grobla w Poznaniu.
Obecnie Instytut Pamięci Narodowej prowadzi śledztwo w sprawie zbrodni nazistowskich popełnionych na terenie Fortu VII w latach 1939–1945.
Na terenie Fortu VII działa dziś Muzeum Martyrologii Wielkopolan, otwarte do zwiedzania.

## Ofiary
Na terenie obozu zagłady w Forcie VII zginęło wielu przedstawicieli wielkopolskiej inteligencji, zaangażowanych w polskim życiu społecznym i politycznym, uczestników powstania wielkopolskiego, patriotów będących członkami wpływowych polskich środowisk Poznania, wśród nich znajdowali się m.in.:
- Witold Noskowski ps. „Taper” (ur. 10 marca 1873 w Warszawie, zm. prawdopodobnie 2 listopada 1939 w Poznaniu) – polski dziennikarz, krytyk literacki, teatralny i muzyczny.
- Stefan Balicki – literat, felietonista, powieściopisarz i krytyk literacki z Poznania (data śmierci marzec 1943)
- Stefan Cybichowski – inżynier architekt i radny miasta Poznania (rozstrzelany w styczniu 1940)
- Mścisław Frankowski – powstaniec wielkopolski, działacz Narodowej Organizacji Bojowej. Od grudnia 1940 więziony w Forcie VII. Zgilotynowany w więzieniu Plötzensee 20 marca 1942 roku.
- Klemens Górzyński – lekarz, społecznik, działacz konspiracyjny, członek organizacji „Ojczyzna”, (zamordowany w lipcu 1942)
- Henryk Günther – lekarz z Poznania
- Stanisław Kalandyk – uczony polski, doktor fizyki, profesor Uniwersytetu Poznańskiego i dziekan Wydziału Lekarskiego tej uczelni (najprawdopodobniej zakatowany w styczniu 1940[a])
- Mikołaj Kiedacz – doktor nauk prawnych, działacz społeczny i polityczny, prezydent Poznania (zamordowany 25 października 1939)[2]
- Roman Konkiewicz – doktor nauk medycznych, lekarz, uczestnik powstania wielkopolskiego i plebiscytu na Śląsku, prezes Poznańsko-Pomorskiej Izby Lekarskiej oraz wieloletni prezes Zarządu Wojewódzkiego Polskiego Związku Zachodniego (zginął w styczniu 1940)
- Tadeusz Kuczma – doktor nauk prawnych, asystent prawa karnego Uniwersytetu Poznańskiego oraz wiceprokurator Sądu Okręgowego w Poznaniu (zamordowany w styczniu 1940)
- Zygfryd Linda – polski instruktor harcerski, członek Głównej Kwatery Szarych Szeregów.
- Gustaw Manitius – ksiądz, senior diecezji pomorsko-wielkopolskiej Kościoła Ewangelicko-Augsburskiego (zamordowany w lutym 1940)
- Florian Marciniak – harcmistrz, pierwszy naczelnik Szarych Szeregów, więziony w Forcie VII, zamordowany w Groß-Rosen
- Walenty Matylla – major piechoty Wojska Polskiego, kawaler Orderu Virtuti Militari (rozstrzelany 6 stycznia 1940)
- Czesław Michałowicz – ksiądz, długoletni sekretarz generalny Związku Katolickiego Robotników Polskich w Poznaniu, redaktor organu prasowego tej organizacji, gazety „Robotnik” (zginął męczeńską śmiercią w listopadzie 1939)
- Ludwik Mzyk – błogosławiony i męczennik Kościoła katolickiego, duchowny rzymskokatolicki, werbista
- Wincenty Nowaczyński – pułkownik piechoty Wojska Polskiego (zamordowany 31 stycznia 1940)
- Romuald Paczkowski – doktor nauk prawnych i profesor Uniwersytetu Poznańskiego (rozstrzelany w styczniu 1940)
- Nikodem Pajzderski – doktor, mediewista, historyk sztuki i zasłużony organizator muzealnictwa wielkopolskiego, współorganizator PeWuKi w 1929 (zginął w styczniu 1940).
- Stanisław Pawłowski – polski geograf, uczony o światowym rozgłosie i ogromnym dorobku naukowym, profesor Uniwersytetu Poznańskiego, członek Polskiej Akademii Umiejętności, wiceprezes poznańskiego oddziału Ligi Morskiej i Kolonialnej (zamordowany w styczniu 1940)
- Leon Prauziński – artysta malarz, znany z działalności powstańczej, Niemcy nie mogli mu wybaczyć twórczości artystycznej dotyczącej polskiego patriotyzmu, obrazów i grafik upamiętniających czyny powstańców wielkopolskich (zamordowany w styczniu 1940)
- Guntram Rolbiecki – doktor, asystent zakładu historii gospodarczej Uniwersytetu Poznańskiego (data śmierci styczeń 1943)
- Celestyn Rydlewski – doktor, uczestnik konferencji pokojowej z Niemcami w Paryżu w 1919, członek międzynarodowej komisji granicznej w sprawie ustalenia granic Polski z Wolnym Miastem Gdańsk w 1921, znany lekarz i działacz narodowy z Wielkopolski (więziony w Forcie VII, następnie zamordowany w egzekucji poza obrębem fortu w 1940)
- Jan Skrzypczak – komendant poznańskiej chorągwi Szarych Szeregów
- Jan Pankracy Stark – adwokat, przewodniczący Klubu Narodowego radnych w Radzie Miejskiej Poznania (skatowany w śledztwie, zmarł na skutek obrażeń podczas tortur w styczniu 1942)
- Franciszek Witaszek – doktor nauk medycznych, asystent Uniwersytetu Poznańskiego i sekretarz poznańskiego oddziału Związku Lekarzy (zamordowany w styczniu 1943)
- Jan Wojkiewicz – działacz ruchu ludowego, prezes Wojewódzkiego Zarządu Wielkopolskiego Związku Młodzieży Wiejskiej „Wici”, wiceprezes Wojewódzkiego Zarządu Stronnictwa Ludowego i delegat Rządu Polskiego w Londynie na ziemie odzyskane (rozstrzelany w styczniu 1942)
- więźniami było również około 68 Świadków Jehowy, spośród których 60 osób ustalono imiennie[3]

oraz wielu innych Polaków.

## Upamiętnienie
Martyrologia Polaków osadzanych, więzionych i mordowanych w Forcie VII cytadeli poznańskiej przez hitlerowskich siepaczy została, po 1990 r., upamiętnione na Grobie Nieznanego Żołnierza w Warszawie napisem na jednej z tablic, „POZNAŃ VII FORT 1939 – 1945”.